# Hamlet (banda)
Hamlet es una banda de hardcore metal de Madrid (España), en activo desde 1987. El nombre del grupo se lo deben a un antiguo batería de la agrupación, que llegó a un ensayo con la obra Hamlet de William Shakespeare, y decidieron darle al grupo dicho nombre. A pesar de ser fundado años atrás, el grupo musical tomó como fecha de inicio el año 1993.
La agrupación ha grabado doce álbumes de estudio y su estilo ha evolucionado a lo largo del tiempo, teniendo como influencias a grupos como Pantera, Sepultura y Slayer.

## Historia

### Inicios
La banda se formó en 1987 en Madrid, España, cuando José Molinero (conocido bajo el sobrenombre de J. Molly) y Luis Tárraga se conocieron. Al principio, intentaron editar un álbum cantando en inglés llamado Life Goes On pero, finalmente, no vio la luz. Posteriormente, decidieron cantar en español. Sacando un EP titulado 'Hamlet' de 1991. Su estilo entonces, giraba en torno al hard rock, presente en su primer trabajo y su primer álbum de estudio, Peligroso, endureciéndose más en este último, aproximándose así más al heavy metal.

### Sanatorio de muñecos(1994)
En 1994, la banda fichó por la discográfica Romilar-D Records, S.L. y viajaron a Morrisound Studios de Florida, para grabar su segundo disco, llamado Sanatorio de muñecos, bajo la producción de Tom Morris. La banda experimentó un cambio en su estilo; el quinteto abandonó por completo el hard rock y empezó a añadir elementos de rap metal, metal alternativo y hardcore punk a su música, además de incluir bajos funk y voces guturales. Las letras también experimentaron un cambio, pues la denuncia social y política se hizo mucho más notoria. En este álbum, se incorporó el baterista Paco Sánchez. El quinto tema del álbum, llamado «Qué Voy a Hacer», formó parte de la banda sonora de la película española Historias del Kronen.

### Revolución 12.111(1996)
Tres años después de la publicación de Sanatorio de Muñecos, salió a la luz el tercer álbum de estudio de la banda, Revolución 12.111, bajo la misma producción y lugar de grabación que su antecesor, pero con otro sello, Zero Records, creado por la agrupación y por Juan Hermida exclusivamente para este álbum, y con el que trabajaron en sus dos siguientes discos de estudio. El trabajo se caracterizaba por una rápida ejecución de los temas, lo que hizo que fueran calificados, de forma errónea, como banda de thrash metal, a pesar de que mostraban influencias de bandas incluidas en el estilo como Pantera, Slayer o Sepultura; también fue considerado álbum de nu metal.
Debido a la letra del primer tema del álbum, J.F., fueron censurados en las radiofórmulas españolas. Este tema también fue el encargado de convertirse en el primer videoclip de la banda. En el mismo año 1996, también sacaron su primer trabajo grabado en directo, Irracional - En directo, un EP con cinco canciones de sus álbumes Sanatorio de muñecos y Revolución 12.111. Tras el lanzamiento de Revolución 12.111 la banda actuó en festivales españoles de la época como Festimad, Dr. Music o Espárrago Rock. Además tocaron junto a bandas como Fear Factory, en Portugal Clawfinger en Suiza, en México con Control Machete o Rage Against the Machine en Granada, España, siendo Hamlet los teloneros de estos últimos.

### Insomnio(1998)
Más tarde, en 1998, se publicó Insomnio, su cuarto disco de estudio. En él, la banda giró más claramente hacia el nu metal (aunque aún se pueden escuchar ciertos elementos del rap metal y el hardcore punk), haciéndose de ese modo su estilo más melódico y con una mayor alternancia rítmica en las composiciones. Fue producido por Colin Richardson, quien ya había producido a otras bandas como Sepultura, Slipknot o Machine Head, y continuará con Hamlet en sus dos siguientes trabajos. La grabación ocurrió en el Reino Unido. En este trabajo, la banda comienza a dejar un poco de lado, pero sin desaparecer, la denuncia social para centrarse en temáticas más personales. Durante esta temporada, la compañía discográfica Roadrunner Records le propuso a la banda cantar en inglés y grabaron maquetas en ese idioma, pero la agrupación se negó puesto que afirmaban que perdían personalidad.

### El inferno(2000)
En el año 2000, salió el álbum El inferno, en el que las temáticas se volvieron más personales, dejando de lado la reivindicación social, con letras más indirectas.
Además, a partir del disco se publicó un EP, Denuncio a Dios + 4, con canciones de sus anteriores trabajos.

### Hamlet(2002)
Dos años después, en el 2002, el grupo abandonó Zero Records y publicó con Locomotive Records un álbum homónimo, que fue conocido popularmente como el Álbum Negro. En él experimentaron una pequeña evolución hacia un sonido algo más potente que en su anterior trabajo, acercándose al groove metal. En este año también salió el segundo sencillo del grupo, el del tema Limítate.

### Directo(2003)
En el año 2003 la agrupación sacó a la luz su primer álbum en directo de larga duración y el último con Augusto Hérnandez al bajo, que la abandonó en el 2004 para fundar en el 2006 una banda de rock, Piel y Hueso, en la que es el guitarrista y el vocalista. El lugar de este músico fue ocupado por Álvaro Tenorio.

### Syberia(2005)
En 2005 salió a la venta un nuevo disco de Hamlet, titulado Syberia. La banda evolucionó hacia a un sonido con un tempo más lento que en álbumes anteriores, más melódico (sobre todo en la voz) y atmósferas más emocionales y oscuras. Todos estos cambios tuvieron como resultado la pérdida de algunos fanes más antiguos, que fueron sustituidos por los provenientes de nuevas generaciones.
En este disco también la banda dejó de contar con Colin Richardson como productor, debido a problemas de agenda del mismo, puesto que ocuparía en este trabajo el español Alberto Seara. Los temas Imaginé, Para toda una vida y Serenarme en la desolación tuvieron videoclips, siendo el del primer tema citado inspirado en el de la canción Minerva de Deftones.

### Pura vida(2006)
Posteriormente, durante el 2006, se publicó el álbum Pura vida, en el que Colin Richarson participó de nuevo como mezclador. En él la banda mostró unas letras más vivas y con más acción ante los sucesos de la vida. La música también estuvo más clara y cercana. Este disco tuvo que cambiar la portada, pues había otra banda de Chicago que sacó un trabajo con una portada similar y el mismo título.

### Gira del 15 Aniversario (2008)
Durante los meses de marzo y abril del año 2008, la banda realizó una gira por España en conmemoración de la grabación del álbum que consideraba como su primer trabajo, Sanatorio de muñecos. En ella tocaron sólo temas de sus discos Revolución 12.111 y el citado anteriormente, Sanatorio de muñecos y anunciaron su fichaje con Roadrunner. La gira se inició el 1 de marzo en Zaragoza.
Durante el festival del Viñarock, a finales de abril, Pedro Sánchez, guitarrista de la banda, anunció que abandonaba la agrupación, por no poder compatibilizar su trabajo con la banda. El grupo recibió apoyos de varios guitarristas como Javi de S.A., Bernardini y Jorge de Skizoo y Sôber, Chifli de Habeas Corpus e Igor de Kalte, para ocupar el puesto de la guitarra durante el festival. Al final el lugar de Pedro Sánchez fue ocupado por Alberto Martín, músico que ya había tocado con Kaothic y Skunk D.F. y con quien concluyeron la gira.

### La puta y el diablo(2009)
Con esta nueva incorporación a la guitarra, se publicó el noveno álbum de Hamlet, La puta y el diablo el 6 de abril del 2009. En este álbum, la banda mostró un estilo distinto, caracterizado por mayor tecnicidad, voces más agresivas y batería que ejecutaba ritmos rápidos, además de tratar temáticas relacionadas con la agonía, el sufrimiento, la rabia, entre otros sentimientos. En algunos temas se aprecian ciertos toques más depresivos y elaborados con pinceladas post-hardcore. También la agrupación tendió a experimentar tanto en voces como en guitarras. Luis Tárraga utilizó guitarra clásica en el tema En el nombre de Dios. La canción No habrá final es prácticamente instrumental, y tuvo como origen la intro de otro tema. En este álbum, Hamlet recuperó la fiereza que tuvieron antaño en otros trabajos como Sanatorio De Muñecos  o Revolución 12.111, y le dio la intensidad, la profundidad y la densidad de El Inferno. Este trabajo alcanzó el puesto nº33 de las listas de éxito a los nueve días de su publicación.
El nombre de este disco se le ocurrió a Luis Tárraga a raíz de una viñeta de un cómic de Frank Miller en la que se cita la puta del diablo, expresión hispanoamericana y estadounidense para designar a las monjas. Las mezclas estuvieron a cargo de Logan Mader, el que fue guitarrista de Machine Head y Soulfly. Durante la gira de este disco, que recorrió Estados Unidos y Europa, Hamlet tocó en festivales como el Extremúsika en Mérida el 17 de abril, en el Euskal Strong Festival el 25 de abril en Durango(Vizcaya) y en el Viña Rock el 1 de mayo en Villarrobledo, Albacete

### Amnesia(2011)
En el año 2011, la banda anunció en Twitter y Facebook la publicación de su décimo disco, titulado Amnesia en la primavera de ese año. La producción estaba a cargo de Carlos Santos (Ictus, Another Kind Of Death), mientras que Fredrik Nordström, guitarrista de Dream Evil y productor de bandas como In Flames, Dimmu Borgir, Soilwork, Opeth o Arch Enemy se ocupó de las mezclas en los Estudios Fredman de Suecia. Para este trabajo, la agrupación fichó por la agencia de contratación Weird World. Sin embargo, el 11 de mayo de 2011, apareció una nota en el Facebook del conjunto musical:

Como todos/as nos preguntáis por Amnesia y cuándo saldrá, podemos confirmar que no saldrá hasta septiembre. Debido a cambios en nuestro sello, hemos decidido hacer las cosas bien y esperar un tiempo. El disco está grabado, mezclado y masterizado. Tenemos portada elegida, etc, etc. Estamos encantados con el resultado y lo mismo la gente que va a editarlo, por eso queremos cuidarlo con mimo. Pondremos algún adelanto, algunos vídeos de estudio, diremos los títulos de las canciones, enseñaremos la portada y queremos hacer un video-clip pronto. Pero sobre todo queremos el apoyo de nuestros seguidores para que nuestro disco, si os gusta, llegue lo mas lejos posible. Ya que para eso nadie lo hará mejor que vosotros. Mientras nos vemos en los conciertos (pronto se anunciarán algunos mas) Saludos de todo Hamlet.

En un concierto el 25 de junio en el Derrame Rock 2011, Augusto Hernández volvió a tocar el bajo sustituyendo a Álvaro Tenorio después de que este sufrió un accidente y se rompió un dedo en su mano izquierda. La agrupación musical confirmó la recuperación de Álvaro poco después.

### Vivo en Él y Reedición de Sanatorio de Muñecos(2014)
A través de una campaña de micromecenazgo editan en 2014 un DVD titulado "Vivo en él" con los conciertos de Joy Eslava (Amnesia Tour, viernes 2 de marzo de 2012) y Sala Rockitchen (Insomnio Tour, viernes 12 de abril de 2013), los dos grabados en Madrid. Además de un libro llamado "Para toda una vida" repleto de fotos de la última gira.
En el mismo proyecto de micromecenazgo se edita la versión remasterizada de Sanatorio de muñecos (debido a su 20 aniversario) con nuevo arte gráfico e incluyendo el EP Irracional también remasterizado (por Alex Cappa en the Metal Factory Studios) y un DVD con el concierto ofrecido en el HellFest 2012 en la presentación de Amnesia.
A los fanes participantes en la campaña de micromecenazgo se les obsequió con púas del grupo, pegatinas y pósteres firmados por todos los miembros del grupo, además de sus nombres escritos en los agradecimientos de los dos trabajos.
El 6 de octubre de 2014 la banda comunica la salida del grupo de Alberto Marín con el siguiente comunicado:

Después de 6 años formando parte de la banda tanto Alberto Marín como nosotros hemos decidido dar por finalizada nuestra trayectoria juntos en el grupo. Alberto tiene que poder dedicarse por completo a sus proyectos personales y creemos que es lo justo en este momento para que nada entorpezca tanto su carrera como la nuestra. Por supuesto le deseamos lo mejor y le agradecemos estos años tan fantásticos con nosotros. Ya tenemos un sustituto temporal para el futuro y conciertos mas próximos empezando por el de Jaén este 11 Octubre, se trata de Ken Hc (Def Con Dos, Bitter Mambo, etc...) Gran guitarrista y gran amigo del grupo que hace que esto siga sonando bestial. El último concierto de despedida de Alberto con nosotros será en Zaragoza, el 9 de Octubre dentro de las Fiestas del Pilar junto a In Flames y más bandas.

### La ira(2015-2016)
El 9 de marzo de 2015 sale a la venta el duodécimo álbum del grupo, La Ira, bajo las discográficas Maldito Records e Irracional Records. Fue producido por la propia banda, grabado por Carlos Santos, mezclado por Kurt Ballou y masterizado por Brad Boagtright. La Ira lleva a Hamlet a girar, aproximadamente, durante la segunda mitad del 2015 y durante el año 2016, tocando también en algunos países de Sudamérica. La Ira fue galardonado como mejor disco de Metal en el certamen de los Premios de la Música Independiente de 2015.

### Berlín(2018-actualidad)
Tras una serie de adelantos a finales de 2018, el 23 de noviembre sale a la venta Berlín.
El 11 de diciembre de 2020, tras 9 meses de inactividad debido al confinamiento, Hamlet actúa en acústico en Oviedo (Fábrica de Armas De la Vega).
En 2025 publican, tras 8 años, su último LP hasta la fecha, Inmortal, con el que pretenden volver al estilo de sus primeros trabajos discográficos.

## Sonido e influencias
El estilo de la banda ha evolucionado a lo largo de su historia, pasando por diversos géneros, entre ellos el hard rock de sus inicios; el metal alternativo con elementos de hardcore punk y rap metal de sus trabajos Sanatorio de muñecos y Revolución 12.111 (este último considerado también como nü metal por algunos medios); y el nü metal de sus álbumes Insomnio, El inferno y Hamlet. Los discos Syberia y Pura vida fueron más melódicos y oscuros, el primero incluso con elementos de pop rock. En su noveno trabajo, La puta y el diablo, la banda adquirió un sonido más inclinado hacia el groove metal, con algunos elementos del thrash, mientras que los temas pasaron a ser más largos y técnicos.  Alberto Marín, guitarrista de la banda, comentó sobre él: 

Este es un disco difícil de etiquetar, porque es salvaje, es intenso, a veces melódico, es rápido... Es La puta y el diablo.

 El siguiente álbum, Amnesia, la banda continuó la senda del anterior trabajo, pero con un sonido ligeramente más melódico y estructuras menos complejas en general. En La Ira, el grupo opta por una producción más cruda y directa para intentar buscar el sonido que, según los miembros de Hamlet, el grupo tiene en el local de ensayo. Por su parte, en Berlín, la banda introdujo sintetizadores en su música, y también una voz femenina en un tema.
Entre las influencias de Hamlet están Pantera, Sepultura y Slayer. Los miembros también han citado como agrupaciones favoritas a Rage Against the Machine, Machine Head, AC/DC, Iron Maiden, Judas Priest, Mastodon, Muse, Trivium, Rush, Porcupine Tree Neurosis, Isis, Jesu, Winger, Deftones, Korn, y a Pink Floyd.

## Relación con otras bandas
Hamlet ha colaborado con varias bandas españolas. Así, por ejemplo, J. Molly ha participado en álbumes de Estirpe, Stravaganzza o Idi Bihotz, entre otros y participó en un proyecto paralelo llamado Conato de Violencia, en el año 1994 con Alberto Madrid (exbatería de Sôber) en la batería, Mario Madrid y Chiqui Luna como guitarristas y Álex García como bajista, producido por el propio Alberto Madrid. Del mismo modo, Luis Tárraga ha producido a diversos artistas como a Skunk D.F., Coilbox, Freakmind o a Cripta.
Molly cantó la canción "Rejas" del disco grabado en directo Salud y rocanrol del grupo navarro Barricada del año 1997, donde colabora también en la canción "En blanco y negro" junto a Rosendo y Yosi de Los Suaves .

## Miembros

### Actuales

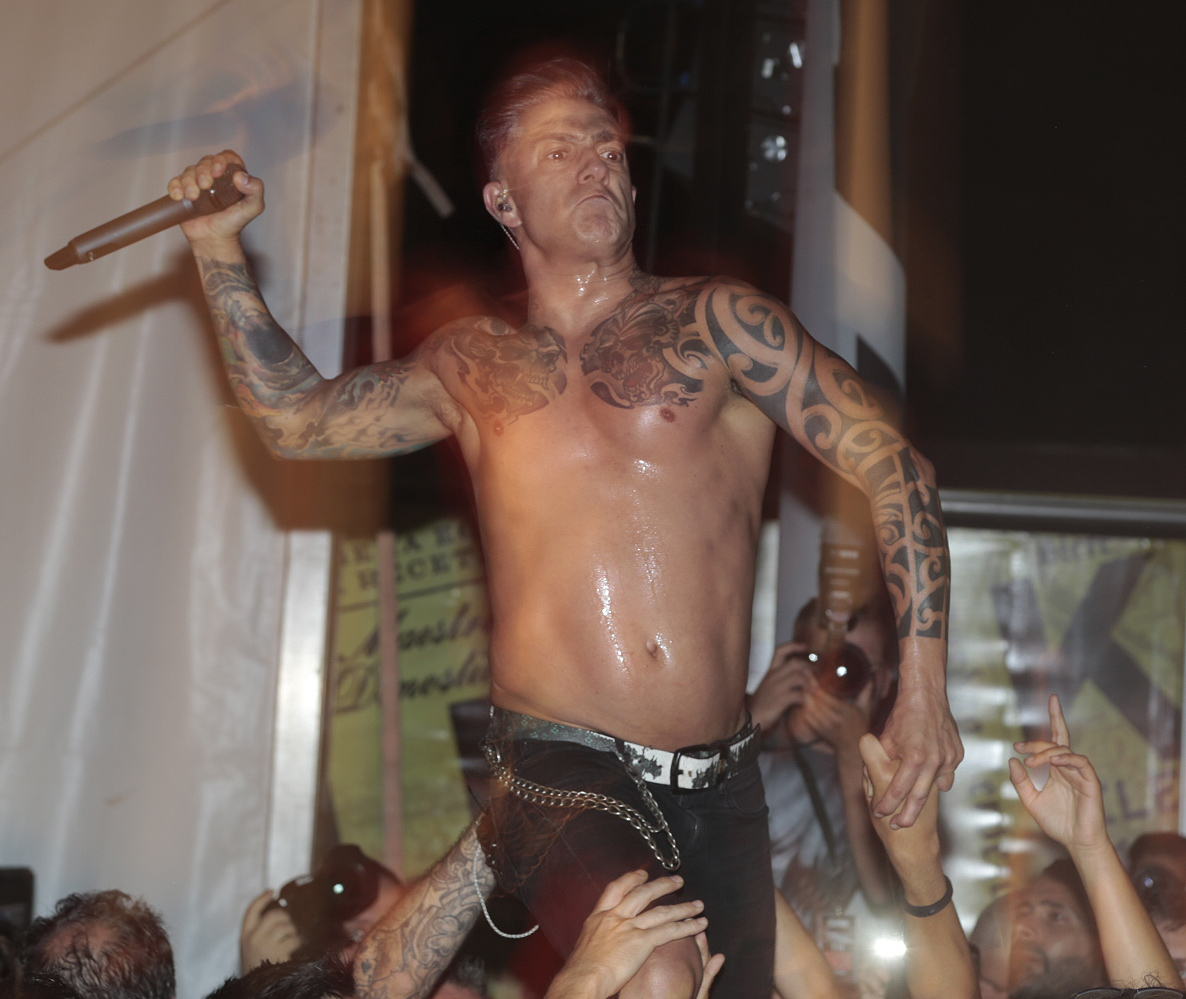
J.Molly en el Kanekas Metal Fest 2016 (Cangas del Morrazo)

- J.Molly en el Kanekas Metal Fest 2016 (Cangas del Morrazo)J. Molly (Voz)(1987-)
- Luis Tárraga (Guitarra)(1987-)
- Ken HC (Guitarra y coros)(2014-)
- Paco Sánchez (Batería)(1993-)
- Álvaro Tenorio (Bajo)(2004-)

### Exmiembros
- Javier Rocaberti (Bajo)(1987)
- Daniel Tendero "Danny" (bajo)(1987-1990)
- Augusto Hernández (Bajo y coros)(1990-2004)
- Javier Gómez (Batería)(1987-1991)
- Pablo Gianni (Batería)(1991-1993)
- Pedro Sánchez (Guitarra)(1992-2008)
- Alberto Marín (Guitarra y coros)(2008-2014)

## Discografía

### LP
- Peligroso, Vulcano / Dro (1992)
- Sanatorio de muñecos, Escila / Romilar D, Zero Records (1994)
- Revolución 12.111, Zero Records (1996) Vendieron más de 20.000 copias y fueron reconocidos con un disco de oro en el año 2010.
- Insomnio, Zero Records (1998) Vendieron más de 20.000 copias y fueron reconocidos con un disco de oro en el año 2010.
- El Inferno, Zero Records (2000) Vendieron más de 20.000 copias y fueron reconocidos con un disco de oro en el año 2010.
- Hamlet, Locomotive Music (2002)
- Syberia, Locomotive Music (2005)
- Pura vida, Locomotive Music (2006)
- La puta y el diablo, Roadrunner Records (2009)
- Amnesia, Kaiowas (2011)
- La ira, Maldito Records (2015)
- Berlín, Maldito Records (2018)
- Inmortal, Maldito Records (2025)

### Premios
- En el año 2010 fueron reconocidos por sus discos Revolución,Insomnio y El Inferno con triple disco de Oro.

### Reediciones
- Sanatorio de muñecos, Irracional Records (2014)

- Revolución 12.111, Irracional Records (2024)

### Álbumes en directo
- Directo, Locomotive Music (2003)
- Vivo en él, Irracional Records (2014)

### EP
- Hamlet, Vulcano / DRO (1991)
- Irracional - En directo, Zero Records (1996)

### Inéditos
- Life Goes On, Avispa records

### Sencillos
- «J.F.», Zero Records (1996)
- «Irracional - En directo», Zero Records (1996)
- «Denuncio a Dios + 4», Zero Records (2000)
- «Limítate», Locomotive Music (2002)
- «Imaginé», Locomotive Music (2005)
- «Para toda una vida», Locomotive Music (2005)
- «Serenarme (en la desolación)», Locomotive Music (2006)
- «En mi nombre», Locomotive Music (2006)
- «Siete Historias Diferentes», Roadrunner Records (2010)
- «Un mundo en pausa», Kaiowas (2011)

### Álbumes tributo
- Metal Gods - Tributo a Judas Priest

## Vídeos y videoclips
- J.F. (Clip, 1996)
- Antes y Después (Clip, 1998)
- Limítate (Clip, 2002)
- Directo (DVD+CD, 2003)
- Imaginé (Clip, 2005)
- Para Toda Una Vida (Clip, 2005)
- Serenarme (En La Desolación) (Clip, 2006)
- En Mi Nombre (Clip, 2006)
- Siete Historias Diferentes (Clip, 2010)
- Un Mundo en Pausa (Clip, 2011)
- Vivo en él (DVD+CD, 2014)
- Un Mundo en Pausa (En directo) (Clip, 2014)
- Mi religión (Clip, 2015)
- Ser o no ser (2016)
- No sé decir adiós ()